# Crvenoruki urlikavac
Crvenoruki urlikavac (lat. Alouatta belzebul) je vrsta primata iz porodice hvataša. Endem je Brazila, gdje se može naći na jugoistoku Amazonske prašume, te u Atlantskoj šumi između država Rio Grande de Norte i Sergipe.

## Opis
Pretežno je crne boje, s crvenkasto-smeđim mrljama na rukama, nogama i na vrhu repa. Kao i svi urlikavci, relativno je velika, zdepasto građena životinja. Mužjaci imaju 6,5 do 8 kilograma, dok su ženke lakše sa svojih 4,9-6,2 kilograma.
Dnevna je i arborealna životinja. Živi u društvenim skupinama sastavljenih od 7 do 12 ženki. Hrani se lišćem, zrelim i nezrelim plodovima, drvenastim dijelovima biljaka, a ponekad i gljivama